# رز قرمز (آلبوم)
| بررسی انتقادی        | بررسی انتقادی    |
| منبع                 | رتبه‌بندی         |
| -------------------- | ---------------- |
| آل‌میوزیک             | link             |
| Entertainment Weekly | (C) link         |
| IGN                  | link             |
| Kerrang!             | [ نیازمند منبع ] |
| PopMatters           | link             |

رز قرمز (به آلمانی: Rosenrot) پنجمین آلبوم گروه آلمانی اینداستریال متال رامشتاین است. این آلبوم در تاریخ ۲۸ آکتبر ۲۰۰۵ در آلمان منتشر شد.

## فهرست ترانه‌ها
1. "بنزین" (Benzin)
2. "مرد مقابل مرد" (Mann gegen Mann)
3. "رز قرمز" (Rosenrot)
4. "بپر" (Spring)
5. "کجایی" (Wo bist du)
6. "قبل از من نمیر" (Stirb nicht vor mir)
7. "نابود کن" (Zerstören)
8. "کمکم کن" (Hilf mir)
9. "دوست دارم جنده" (Te quiero Puta!)
10. "آب و آتش" (Feuer und Wasser)
11. "یک ترانه" (Ein Lied)